# Anna Roos (Frauenrechtlerin)

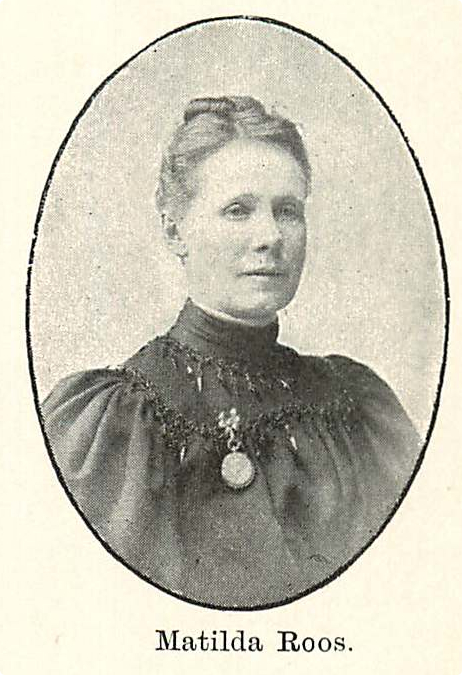
Anna Roos, 1900

Anna Mathilda Roos (* 3. April 1855 in Stockholm, Schweden; † 28. Juni 1927 ebenda) war eine schwedische Frauenrechtlerin, Sozialarbeiterin und Missionarin.
Anna Roos war eine Tochter des Oberst Malte Leopold Roos (1806–1882) und seiner Ehefrau Mathilda (Tilda) Beata Meurk (* 1821). Wie ihre ältere Schwester Mathilda Roos erhielt sie eine sorgfältige Erziehung, zuerst durch Privatlehrer, ab 1865 auf der Åhlinska skolan. Anders als ihre Schulfreundin Ellen Fries strebte sie kein Studium an, sondern ging 1871 von der Schule ab und lebte zunächst das Leben einer Tochter aus großbürgerlichem Haus. Erst 1880 wurde sie Angestellte bei der Versicherung Skandia. 1884 trat sie dem neu gegründeten Fredrika-Bremer-Förbundet bei und fungierte von 1887 bis 1892 als Sekretärin dieser ältesten Frauenrechtsorganisation in Schweden. 1885 wurde sie in den Frauenkulturverein Sällskapet Nya Idun gewählt.
1888 lernten Anna und Mathilda Roos die Missionarin Fredda Hammar kennen und wurden durch sie entscheidend vom Geist der Gemeinschaftsbewegung geprägt. Nach ihrer Bekehrung zu einem tätigen Christentum gab Anna die weltlichen Vergnügungen auf, hielt aber an ihrem Engagement für Frauenrechte fest. Sie trat dem schwedischen Zweig der Young Women’s Christian Association bei und leitete ab 1889 dessen Arbeit für junge Fabrikarbeiterinnen in Stockholm. 1890 wurde sie in den Vorstand des YWCA aufgenommen und 1892 zur Vorsitzenden gewählt. Mit Fredda Hammar gründete sie 1894 den Frauenmissionsverein Kvinnliga Missions Arbetare (KMA), der weltweit Missionarinnen aussenden, aber auch die Unterstützung der Missionsarbeit im Heimatland organisieren sollte. Roos engagierte sich besonders für die Mission innerhalb der Mongolei. 
Als sie 1896 durch einen anonymen Spender eine hohe monatliche Zuwendung erhielt, gab Roos ihren Beruf auf, um sich ganz der karitativen und missionarischen Arbeit zu widmen. Neben dem YWCA, dessen Aktivität stark ausgeweitet wurde, galt ihr besonderes Interesse dem Problem der Prostitution. Weil es innerhalb des YWCA Zurückhaltung gegenüber einer direkten Arbeit mit Prostituierten gab, engagierte Roos sich nun auch stärker in der 1897 gegründeten Abstinenzlerorganisation Vita bandet, die sich 1900 als schwedischer Zweig der Woman’s Christian Temperance Union anschloss. Roos wurde 1898 Sekretärin des Vereins, der sich 1902/03 gemeinsam mit anderen Frauenverbänden für eine Abschaffung der staatlich regulierten Prostitution und gegen die verbreitete sexuelle Doppelmoral einsetzte. 
Mit ihrer Schwester gründete Anna Roos die Mathilda och Anna Roos stiftelse zur Unterstützung von Mitgliedern des YWCA. Die Villa Furuliden in Stocksund, die Mathilda Roos mit der gemeinsamen Freundin Laura Fitinghoff 1903 erbaut hatte, stellte sie 1909 nach dem Tod der beiden dem YWCA als Erholungsheim für Frauen zur Verfügung. Hier lebte auch sie bis zu ihrem Tod.